# Павловск-Воронежский
Павловск-Воронежский — грузовая станция тупикового ответвления Бутурлиновка — Павловск-Воронежский Юго-Восточной железной дороги возле села Гаврильские Сады в Павловском районе Воронежской области в 7,7 км от города Павловск.

## История
В 1970-е годы построена железнодорожная линия Бутурлиновка — Павловск к предприятию «Павловскгранит» (Шкурлатовское месторождение гранита), предназначенная для вывоза щебня. Предприятие начало работать 1 июля 1976 года — это и есть наиболее вероятная дата начала эксплуатации железной дороги. Ныне станция Павловск-Воронежский — наибольшая по объёму отправляемых грузов станция Воронежской области.

## Местная работана станции
Станция открыта для грузовой работы.

### Параграфы
3. Прием и выдача грузов повагонными и мелкими отправками, загружаемых целыми вагонами, только на подъездных путях и местах необщего пользования.

### Коммерческие операции, выполняемые на станции
7. Приём/выдача повагонных и мелких отправок (подъездные пути)
9. Приём/выдача грузов в универсальных контейнерах (3 и 5 т)